# Manuel Luís Osório
Manuel Luís Osório, Marchese d'Herval (Conceição do Arroio, 10 maggio 1808 – Rio de Janeiro, 4 ottobre 1879), è stato un militare e politico brasiliano.
Partecipò ai principali eventi militari brasiliani del XIX secolo, distinguendosi in particolare nella guerra della Triplice Alleanza.

## Biografia
Manuel Luís Osório nacque il 10 maggio 1808 nel territorio di Conceição do Arroio, oggi Osório, nello Stato di Rio Grande do Sul; in realtà negli anni sessanta del XX secolo una commissione di ufficiali dell'esercito brasiliano incaricata di trovare l'esatto luogo di nascita dell'eroe brasiliano lo trovò in una casa del municipio di Tramandaí, staccatosi da quello di Osório. Il luogo è oggi un importante parco storico.

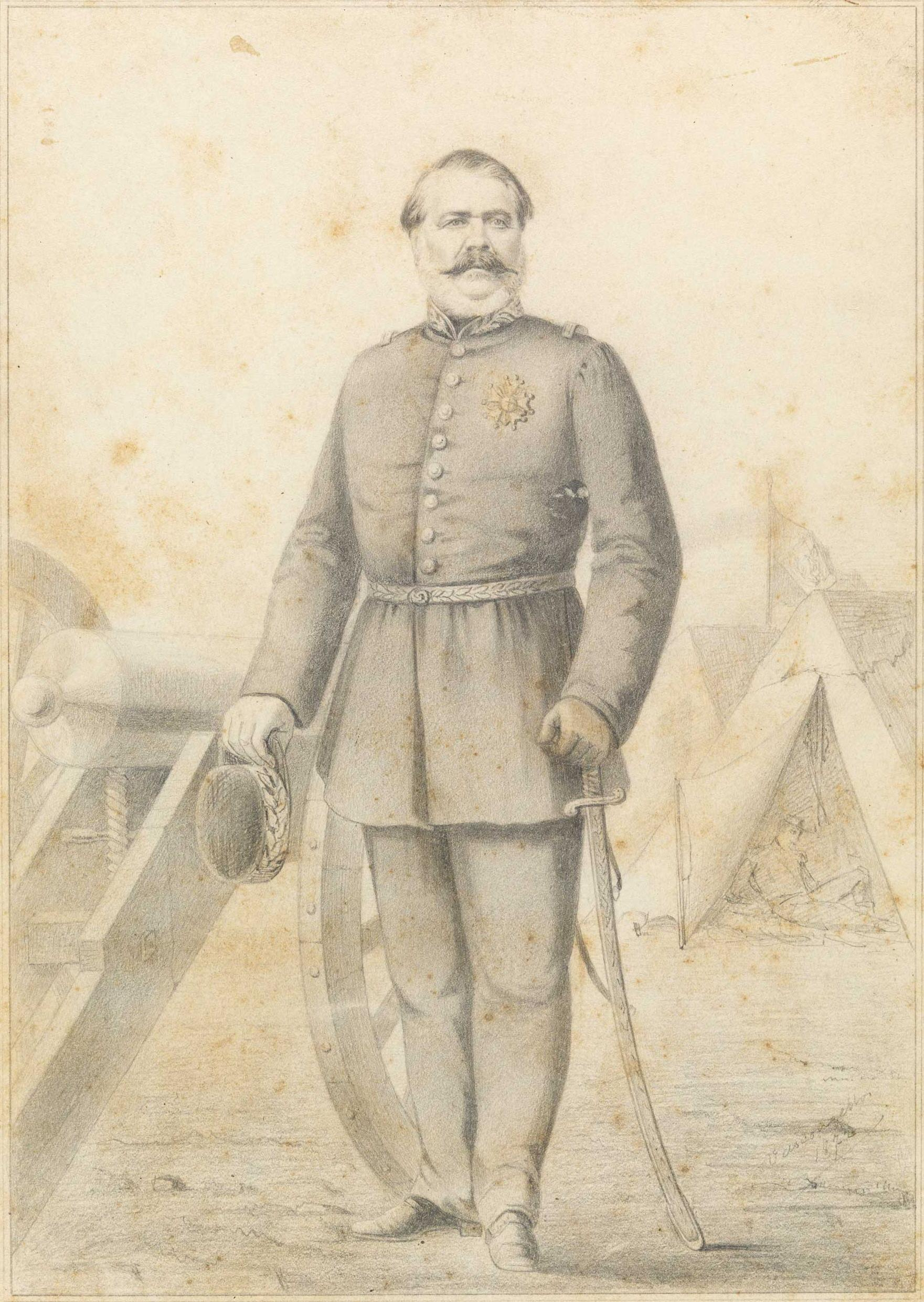
Manuel Luís Osório (1866).

Cresciuto nella fattoria del nonno materno, si arruolò nell'esercito a 15 anni, combattendo nella Cisplatina (l'attuale Uruguay) contro le truppe portoghesi di Álvaro da Costa nella guerra d'indipendenza brasiliana. Nel 1824 Osório si iscrisse alla Scuola Militare, ma la sua immatricolazione fu cancellata a causa dello scoppio della Guerra Cisplatina contro le aspirazioni di indipendenza uruguaiane, appoggiate dagli argentini; nella battaglia di Sarandi fu l'unico ufficiale della sua squadra a sopravvivere, mentre in quella di Ituzaingó il suo corpo di lancieri fu l'unico a non essere sbaragliato.
Nel 1835, allo scoppio delle lotte civili nello Stato di Rio Grande do Sul le sue idee liberali gli fecero all'inizio guardare con simpatia agli insorti, ma Osório passò ben presto dalla parte dell'Impero, distinguendosi in diversi scontri, tra cui quello del 1838 nella città di Herval, prima di risultare decisivo nella risoluzione politica del conflitto. Nel 1851 partecipò alla campagna militare condotta dal duca di Caxias e Justo José de Urquiza contro il presidente uruguaiano Oribe e quello argentino Rosas, prendendo parte alla vittoriosa battaglia di Caseros.
Alla fine del 1864 fu messo al comando di una delle due divisioni che invasero l'Uruguay per appoggiare la sollevazione dei colorados liberali contro i blancos, nella crisi che portò in breve alla guerra della Triplice Alleanza, allo scoppio della quale Osório fu posto a capo di tutte le forze di terra brasiliane. Il 16 aprile 1866 fu il primo a mettere piede sul suolo paraguaiano, riuscendo dopo due giorni di scontri a conquistare la fortezza nemica di Itapirú. Nella successiva battaglia di Tuyutí del 24 maggio 1866 fu la sua pronta reazione all'attacco a sorpresa paraguaiano a permettere la vittoria dell'esercito alleato.
Ferito in battaglia, tornò sui campi di battaglia sotto il comando del duca di Caxias in tempo per comandare le forze di terra che conquistarono l'importante fortezza di Humaitá; dopo un ulteriore periodo di convalescenza in seguito ad un nuovo ferimento l'11 dicembre 1868 rientrò in Paraguay per partecipare ancora alla battaglia di Piribebuy del 12 agosto 1869, al termine della quale abbandonò definitivamente le operazioni per motivi di salute.
Nominato Marchese d'Herval dopo la fine della guerra, Osório si diede all'attività politica, militando nel Partito Liberale; eletto senatore nel 1877, all'ascesa al potere dei liberali fu nominato Ministro della Guerra, incarico che mantenne fino alla morte per polmonite, avvenuta il 4 ottobre 1879.